# Yannai Kadamani
Yannai Kadamani Fonrodona (Bogotá, 1993) es una artista, danzante, docente y gestora cultural colombiana, de ascendencia libanesa. Fue nombrada el 6 de febrero de 2025 como ministra de las Culturas, los Artes y los saberes de Colombia como encargada por el gobierno de Gustavo Petro.

## Primeros años y estudios
Kadamani nació en Bogotá, Colombia, en 1993, hija de padre de ascendencia libanesa y madre colombiana. Desde temprana edad, mostró interés por las artes escénicas, lo que la llevó a estudiar en la Academia Superior de Artes de Bogotá de la Universidad Distrital Francisco José de Caldas (ASAB), donde se graduó como maestra en artes escénicas. Posteriormente, obtuvo una Maestría en Formación Dancística de la Universidad Nacional de Costa Rica.

## Trayectoria
Kadamani Fonrodona ha desarrollado una trayectoria enfocada en la gestión cultural y el trabajo con comunidades indígenas. Se desempeñó como coordinadora en el Cabildo Kamentsa Biya Sibundoy (2018-2019) y gestora cultural en la Cámara de Danza Comunidad (2019-2023). También trabajó como contratista de investigación para las Autoridades Tradicionales Indígenas de Colombia Gobierno Mayor (2022-2023). En septiembre de 2023 ingresó al Ministerio de las Culturas, las Artes y los Saberes como asesora en el Grupo de Danza de la Dirección de Artes y, en octubre de 2024, fue nombrada viceministra de las Artes y la Economía Cultural y Creativa, cargo que ocupó hasta su nombramiento como ministra encargada.

## Ministra de Estado
El 6 de febrero de 2025, tras la renuncia de Juan David Correa, el presidente Gustavo Petro designó a Yannai Kadamani Fonrodona como ministra encargada de las Culturas, las Artes y los Saberes. Kadamani, quien se desempeñaba como viceministra de las Artes y la Economía Cultural y Creativa desde octubre de 2024, asumió oficialmente el cargo de ministra el 27 de febrero de 2025.